# Phước Tuy
Phước Tuy là một xã thuộc huyện Cần Đước, tỉnh Long An, Việt Nam.

## Địa lý
Xã Phước Tuy nằm ở trung tâm huyện Cần Đước, có vị trí địa lý:
- Phía đông giáp thị trấn Cần Đước và xã Tân Lân
- Phía tây giáp các huyện Tân Trụ và Châu Thành
- Phía nam giáp xã Tân Ân
- Phía bắc giáp các xã Tân Trạch và Mỹ Lệ.

Xã có diện tích 15,83 km², dân số năm 1999 là 7.918 người, mật độ dân số đạt 500 người/km².

## Hành chính
Xã Phước Tuy được chia thành 7 ấp: 1, 2, 3, 4, 5, 6, 7.

## Lịch sử
Ngày 27 tháng 4 năm 2015, Bộ Xây dựng ban hành Quyết định 505/QĐ-BXD về việc công nhận thị trấn Cần Đước mở rộng (gồm thị trấn Cần Đước và một phần các xã Tân Lân, Phước Đông, Tân Ân, Phước Tuy) là đô thị loại IV.